# Старочеркаське сільське поселення
Старочеркаське сільське поселення — муніципальне утворення в Аксайському районі Ростовської області Росія.
Адміністративний центр поселення — станиця Старочеркаська.
Населення — 3292 особи (2010 рік).

## Географія
Загальна площа муніципального утворення становить 85,00 км².

## Пам'ятки
Культурно-історичний туристичний комплекс «Козацький Дон» розташовано біля станиці Старочеркаської.

## Адміністративний устрій
До складу Старочеркаського сільського поселення входять:
- станиця Старочеркаська — 2399 особи (2010 рік);
- хутір Краснодворськ — 135 осіб (2010 рік);
- хутір Рибацький — 758 осіб (2010 рік).